# العلاقات البريطانية الكوستاريكية
العلاقات البريطانية الكوستاريكية هي العلاقات الثنائية التي تجمع بين المملكة المتحدة وكوستاريكا.

## مقارنة بين البلدين
هذه مقارنة عامة ومرجعية للدولتين:
| وجه المقارنة                                              | المملكة المتحدة                 | كوستاريكا                                 |
| --------------------------------------------------------- | ------------------------------- | ----------------------------------------- |
| المساحة (كم2)                                             | 242.50 ألف                      | 51.10 ألف                                 |
| عدد السكان (نسمة)                                         | 66.02 مليون                     | 4.91 مليون                                |
| الكثافة السكانية (ن./كم²)                                 | 272.25                          | 96.09                                     |
| العاصمة                                                   | لندن                            | سان خوسيه                                 |
| اللغة الرسمية                                             | لغة إنجليزية، اللغة الويلزية    | اللغة الإسبانية                           |
| العملة                                                    | جنيه إسترليني                   | كولون كوستاريكي                           |
| الناتج المحلي الإجمالي (بليون دولار)                      | 2.62 تريليون                    | 57.06 مليار                               |
| الناتج المحلي الإجمالي (تعادل القوة الشرائية) بليون دولار | 2.72 تريليون                    | 74.98 مليار                               |
| الناتج المحلي الإجمالي الاسمي للفرد دولار أمريكي          | 43.88 ألف                       | 11.26 ألف                                 |
| الناتج المحلي الإجمالي للفرد دولار أمريكي                 | 40.23 ألف                       | 14.92 ألف                                 |
| مؤشر التنمية البشرية                                      | 0.907                           | 0.766                                     |
| رمز المكالمات الدولي                                      | +44                             | +506                                      |
| رمز الإنترنت                                              | .uk، .gb                        | .cr، قائمة نطاقات المستوى الأعلى للإنترنت |
| المنطقة الزمنية                                           | توقيت غرينيتش، توقيت غرب أوروبا | 00                                        |

## منظمات دولية مشتركة
يشترك البلدان في عضوية مجموعة من المنظمات الدولية، منها:
| علم المنظمة | اسم المنظمة                               | تاريخ انضمام المملكة المتحدة | تاريخ انضمام كوستاريكا |
| ----------- | ----------------------------------------- | ---------------------------- | ---------------------- |
|             | منظمة التجارة العالمية                    | 1995                         | ?                      |
|             | الاتحاد الدولي للاتصالات                  | 24 فبراير 1871               | 13 سبتمبر 1932         |
|             | المركز الدولي لتسوية المنازعات الاستشارية | 18 يناير 1967                | 27 مايو 1993           |
|             | مؤسسة التنمية الدولية                     | 24 سبتمبر 1960               | 30 يونيو 1961          |
|             | منظمة حظر الأسلحة الكيميائية              | ?                            | ?                      |
|             | يونسكو                                    | 4 نوفمبر 1946                | 19 مايو 1950           |
|             | الأمم المتحدة                             | 24 أكتوبر 1945               | 2 نوفمبر 1945          |
|             | وكالة ضمان الاستثمار متعدد الأطراف        | 12 أبريل 1988                | 8 فبراير 1994          |
|             | البنك الدولي للإنشاء والتعمير             | 27 ديسمبر 1945               | 8 يناير 1946           |
|             | الاتحاد البريدي العالمي                   | ?                            | ?                      |
|             | مؤسسة التمويل الدولية                     | 20 يوليو 1956                | 20 يوليو 1956          |
|             | منظمة الشرطة الجنائية الدولية             | ?                            | ?                      |
|             | الفريق المعني برصد الأرض                  | ?                            | ?                      |

## وصلات خارجية
- موقع وزارة الخارجية البريطانية
- موقع وزارة الخارجية الكوستاريكية